# Galatasaray Istanbul/Saison 1961/62
Die Saison 1961/62 von Galatasaray Istanbul war die 54. Saison in der Vereinsgeschichte und die 4. Saison in der türkischen Liga, der Millî Lig. Der Klub beendete die Saison auf dem 1. Platz und wurde zum ersten Mal türkischer Meister.

## Personalien

### Kader
| Nat.       | Name               | Geburtsdatum  | im Verein seit | vorheriger Verein     |
| Torhüter   | Torhüter           | Torhüter      | Torhüter       | Torhüter              |
| ---------- | ------------------ | ------------- | -------------- | --------------------- |
| Turkei     | Bülent Gürbüz      | 1. Jan. 1930  | 1960           | Kasımpaşa Istanbul    |
| Turkei     | Turgay Şeren       | 15. Mai 1932  | 1949           | eigene Jugend         |
| Abwehr     |                    |               |                |                       |
| Turkei     | Candemir Berkman   | 25. Dez. 1934 | 1957           | eigene Jugend         |
| Turkei     | Ahmet Karlıklı     | 1. Jan. 1930  | 1957           | Adalet SK             |
| Mittelfeld |                    |               |                |                       |
| Turkei     | Bahri Altıntabak   | 1. Jan. 1939  | 1960           | Göztepe Izmir         |
| Turkei     | Erol Boralı        | 1. Jan. 1943  | 1961           | Unbekannt             |
| Turkei     | Ergun Ercins       | 1. Jan. 1935  | 1954           | Eskişehir Şekerspor   |
| Turkei     | Erol Kaynak        | 1. Jan. 1936  | 1959           | Altay Izmir           |
| Turkei     | Suat Mamat         | 8. Nov. 1930  | 1952           | Ankara Demirspor      |
| Turkei     | Talat Özkarslı     | 21. Sep. 1940 | 1961           | Göztepe Izmir         |
| Turkei     | Mustafa Yürür      | 26. Juni 1938 | 1959           | Beykozspor            |
| Angriff    |                    |               |                |                       |
| Turkei     | Recep Adanır       | 3. Mai 1929   | 1960           | Kasımpaşa Istanbul    |
| Turkei     | Mete Basmacı       | 1. Jan. 1939  | 1958           | Adalet SK             |
| Turkei     | Ahmet Berman       | 30. Nov. 1931 | 1959           | Beşiktaş Istanbul     |
| Turkei     | Ayhan Elmastaşoğlu | 23. Aug. 1941 | 1960           | Altay Izmir           |
| Turkei     | İlhan Geliş        | 1. Jan. 1936  | 1961           | Gençlerbirliği Ankara |
| Turkei     | Selçuk Hergül      | 1. Jan. 1942  | 1961           | Fenerbahçe Istanbul   |
| Turkei     | Uğur Köken         | 28. Nov. 1937 | 1959           | eigene Jugend         |
| Turkei     | Niyazi Tamakan     | 1. Jan. 1932  | 1960           | Fenerbahçe Istanbul   |
| Turkei     | Samim Uygun        | 1. Jan. 1939  | 1960           | Feriköy SK            |

#### Transfers
| Zugänge | Abgänge |
| Sommer 1961 | Sommer 1961 |
| --- | --- |
| - Erol Boralı (Unbekannt) - İlhan Geliş (Gençlerbirliği Ankara) - Selçuk Hergül (Fenerbahçe Istanbul) - Talat Özkarslı (Göztepe Izmir) | - Nuri Asan (Unbekannt) - Dursun Ali Baran (Unbekannt) - Erdoğan Çelebi (Yeşildirek SK) - Cenap Doruk (Unbekannt) - Metin Oktay (Palermo) |

## Saison
Alle Ergebnisse aus Sicht von Galatasaray Istanbul.
Die Tabelle listet alle Millî-Lig-Spiele des Vereins der Saison 1961/62 auf. Siege sind grün, Unentschieden gelb und Niederlagen rot markiert.

### Millî Lig
| ST | Datum              | Gegner                | Ort                        | Ergebnis  | Tor(e) für Galatasaray Istanbul                                                                |
| -- | ------------------ | --------------------- | -------------------------- | --------- | ---------------------------------------------------------------------------------------------- |
| 01 | 2. September 1961  | Şeker Hilal           | 19 Mayıs Stadı, Ankara     | 1:0 (0:0) | 1:0 Özkarslı (80.)                                                                             |
| 02 | 3. September 1961  | MKE Ankaragücü        | 19 Mayıs Stadı, Ankara     | 2:0 (2:0) | 1:0 Özkarslı (16.), 1:0 Hergül (43.)                                                           |
| 03 | 9. September 1961  | Gençlerbirliği Ankara | Mithatpaşa Stadı, Istanbul | 4:1 (3:0) | 1:0 Hergül (14.), 2:0 Altıntabak (21.), 3:0 Altıntabak (35.), 4:0 Altıntabak (52.)             |
| 04 | 10. September 1961 | Ankara Demirspor      | Mithatpaşa Stadı, Istanbul | 2:0 (0:0) | 1:0 Altıntabak (77.), 2:0 Berman (81.)                                                         |
| 05 | 16. September 1961 | Göztepe Izmir         | Alsancak Stadı, Izmir      | 1:1 (1:1) | 1:1 Berman (44.)                                                                               |
| 06 | 17. September 1961 | Izmirspor             | Alsancak Stadı, Izmir      | 1:1 (0:0) | 1:0 Tamakan (56.)                                                                              |
| 07 | 30. September 1961 | Karşıyaka SK          | Mithatpaşa Stadı, Istanbul | 1:2 (1:2) | 1:0 Tamakan (7.)                                                                               |
| 08 | 1. Oktober 1961    | Altay Izmir           | Mithatpaşa Stadı, Istanbul | 2:1 (1:1) | 1:1 Adanır (43.), 2:1 Basmacı (64.)                                                            |
| 09 | 14. Oktober 1961   | Istanbulspor          | Mithatpaşa Stadı, Istanbul | 1:0 (0:0) | 1:0 Elmastaşoğlu (68.)                                                                         |
| 10 | 21. Oktober 1961   | PTT                   | Mithatpaşa Stadı, Istanbul | 2:0 (0:0) | 1:0 Basmacı (59.), 2:0 Mamat (73.)                                                             |
| 11 | 22. Oktober 1961   | Altınordu Izmir       | Mithatpaşa Stadı, Istanbul | 2:0 (1:0) | 1:0 Basmacı (2.), 2:0 Hergül (78.)                                                             |
| 12 | 17. November 1961  | Kasımpaşa Istanbul    | Mithatpaşa Stadı, Istanbul | 2:1 (2:0) | 1:0 Özkarslı (4.), 2:0 Özkarslı (29.)                                                          |
| 13 | 25. November 1961  | Beykozspor            | Mithatpaşa Stadı, Istanbul | 2:0 (0:0) | 1:0 Köken (86.), 2:0 Özkarslı (87.)                                                            |
| 14 | 10. Dezember 1961  | Beşiktaş Istanbul     | Mithatpaşa Stadı, Istanbul | 0:0       | keine                                                                                          |
| 15 | 24. Dezember 1961  | Yeşildirek SK         | Mithatpaşa Stadı, Istanbul | 0:0       | keine                                                                                          |
| 16 | 1. Januar 1962     | Fenerbahçe Istanbul   | Mithatpaşa Stadı, Istanbul | 1:0 (1:0) | 1:0 Altıntabak (32.)                                                                           |
| 17 | 13. Januar 1962    | Vefa Istanbul         | Mithatpaşa Stadı, Istanbul | 1:0 (0:0) | 1:0 Mamat (49.)                                                                                |
| 18 | 28. Januar 1962    | Feriköy SK            | Mithatpaşa Stadı, Istanbul | 1:0 (0:0) | 1:0 Mamat (55.)                                                                                |
| 19 | 11. Februar 1962   | Fatih Karagümrük SK   | Mithatpaşa Stadı, Istanbul | 0:0       | keine                                                                                          |
| 20 | 24. Februar 1962   | Ankara Demirspor      | 19 Mayıs Stadı, Ankara     | 2:1 (1:0) | 1:0 Altıntabak (20.), 2:0 Altıntabak (53.)                                                     |
| 21 | 25. Februar 1962   | Gençlerbirliği Ankara | 19 Mayıs Stadı, Ankara     | 1:0 (0:0) | 1:0 Köken (76.)                                                                                |
| 22 | 8. März 1962       | Kasımpaşa Istanbul    | Mithatpaşa Stadı, Istanbul | 0:0       | keine                                                                                          |
| 23 | 9. März 1962       | Beykozspor            | Mithatpaşa Stadı, Istanbul | 3:0 (2:0) | 1:0 Mamat (26.), 2:0 Köken (44.), 3:0 Altıntabak (48.)                                         |
| 24 | 17. März 1962      | Altınordu Izmir       | Alsancak Stadı, Izmir      | 5:1 (2:0) | 1:0 Altıntabak (5.), 2:0 Altıntabak (37.), 3:0 Köken (46.), 4:0 Adanır (52.), 4:0 Adanır (52.) |
| 25 | 19. März 1962      | Altay Izmir           | Alsancak Stadı, Izmir      | 0:0       | keine                                                                                          |
| 26 | 1. April 1962      | PTT                   | 19 Mayıs Stadı, Ankara     | 0:0       | keine                                                                                          |
| 27 | 5. April 1962      | Vefa Istanbul         | Mithatpaşa Stadı, Istanbul | 1:1 (1:1) | 1:1 Köken (10.)                                                                                |
| 28 | 8. April 1962      | Karşıyaka SK          | Alsancak Stadı, Izmir      | 0:1 (0:0) | keine                                                                                          |
| 29 | 18. April 1962     | Yeşildirek SK         | Mithatpaşa Stadı, Istanbul | 2:0 (1:0) | 1:0 Adanır (38.), 2:0 Elmastaşoğlu (59.)                                                       |
| 30 | 5. Mai 1962        | MKE Ankaragücü        | Mithatpaşa Stadı, Istanbul | 1:0 (1:0) | 1:0 Altıntabak (1.)                                                                            |
| 31 | 6. Mai 1962        | Şeker Hilal           | Mithatpaşa Stadı, Istanbul | 2:0 (0:0) | 1:0 Özkarslı (63.), 2:0 Elmastaşoğlu (81.)                                                     |
| 32 | 9. Mai 1962        | Feriköy SK            | Mithatpaşa Stadı, Istanbul | 0:0       | keine                                                                                          |
| 33 | 24. Mai 1962       | Fenerbahçe Istanbul   | Mithatpaşa Stadı, Istanbul | 0:1 (0:0) | keine                                                                                          |
| 34 | 27. Mai 1962       | Izmirspor             | Mithatpaşa Stadı, Istanbul | 1:0 (1:0) | 1:0 Mamat (44.)                                                                                |
| 35 | 31. Mai 1962       | Fatih Karagümrük SK   | Mithatpaşa Stadı, Istanbul | 3:2 (2:1) | 1:0 Özkarslı (16.), 2:1 Berkman (26.), 3:2 Elmastaşoğlu (79.)                                  |
| 36 | 7. Juni 1962       | Beşiktaş Istanbul     | Mithatpaşa Stadı, Istanbul | 1:1 (1:1) | 1:0 Altıntabak (35.)                                                                           |
| 37 | 10. Juni 1962      | Göztepe Izmir         | Mithatpaşa Stadı, Istanbul | 0:2 (0:2) | keine                                                                                          |
| 38 | 16. Juni 1962      | Istanbulspor          | Mithatpaşa Stadı, Istanbul | 4:1 (2:1) | 1:1 Elmastaşoğlu (17.), 2:1 Köken (29.), 3:1 Elmastaşoğlu (80.), 4:1 Özkarslı (88.)            |

## Statistiken

### Teamstatistik
| Wettbewerb | Punkte | daheim | daheim | daheim | daheim | daheim | auswärts | auswärts | auswärts | auswärts | auswärts | Gesamt | Gesamt | Gesamt | Gesamt | Gesamt | Tordifferenz |
| Wettbewerb | Punkte | Sp     | G      | U      | N      | TV     | Sp       | G        | U        | N        | TV       | Sp     | G      | U      | N      | TV     | Tordifferenz |
| ---------- | ------ | ------ | ------ | ------ | ------ | ------ | -------- | -------- | -------- | -------- | -------- | ------ | ------ | ------ | ------ | ------ | ------------ |
| Millî Lig  | 57:19  | 19     | 14     | 3      | 2      | 25:7   | 19       | 9        | 8        | 2        | 27:11    | 38     | 23     | 11     | 4      | 52:18  | +34          |
| Gesamt     | 57:19  | 19     | 14     | 3      | 2      | 25:7   | 19       | 9        | 8        | 2        | 27:11    | 38     | 23     | 11     | 4      | 52:18  | +34          |

### Spielerstatistiken
| Spieler            | Millî Lig | Millî Lig | Millî Lig   | Millî Lig  |
| Spieler            | Einsätze  | Tore      | Gelbe Karte | Rote Karte |
| ------------------ | --------- | --------- | ----------- | ---------- |
| Recep Adanır       | 24        | 4         |             |            |
| Bahri Altıntabak   | 34        | 12        |             |            |
| Mete Basmacı       | 25        | 3         |             |            |
| Candemir Berkman   | 37        | 1         |             |            |
| Ahmet Berman       | 38        | 2         |             |            |
| Erol Boralı        | 1         | 0         |             |            |
| Ayhan Elmastaşoğlu | 18        | 6         |             |            |
| Ergun Ercins       | 36        | 0         |             |            |
| İlhan Geliş        | 6         | 0         |             |            |
| Bülent Gürbüz      | 2         | 0         |             |            |
| Selçuk Hergül      | 11        | 3         |             |            |
| Ahmet Karlıklı     | 35        | 0         |             |            |
| Erol Kaynak        | 2         | 0         |             |            |
| Uğur Köken         | 37        | 6         |             |            |
| Suat Mamat         | 26        | 5         |             |            |
| Talat Özkarslı     | 33        | 8         |             |            |
| Turgay Şeren       | 36        | 0         |             |            |
| Niyazi Tamakan     | 9         | 2         |             |            |
| Samim Uygun        | 8         | 0         |             |            |
| Mustafa Yürür      | 0         | 0         |             |            |